# Wereldkampioenschappen inlineskaten 2019
De wereldkampioenschappen inline-skaten 2019 werden van 7 tot en met 14 juli gehouden in Barcelona, Spanje.
Het waren de 49e wereldkampioenschappen voor mannen op de weg, de 45e voor mannen op de piste, de 43e voor vrouwen op de piste en de 42e voor vrouwen op de weg. Tegelijkertijd werden voor de 23e keer de wereldkampioenschappen voor junioren (piste en weg) gehouden. Net als in 2017 maakten de kampioenschappen deel uit van de World Roller Games.

## Programma
Op het programma stonden voor mannen en vrouwen elf afstanden. Behalve wat wijzigingen in de afstanden, was het grootste verschil met het programma in de meeste voorafgaande jaren dat de aflossing op de weg ontbrak.

## Medailleverdeling

### Mannen
| Piste                      | Piste          | Piste          | Piste           |
| Afstand                    | Goud ·         | Zilver ·       | Brons ·         |
| -------------------------- | -------------- | -------------- | --------------- |
| 200m Sprint                | Edwin Estrada  | Simon Albrecht | Jorge Martinez  |
| 500m Sprint                | Pedro Causil   | Edwin Estrada  | Ricardo Verdugo |
| 1000m Sprint               | Bart Swings    | Duccio Marsili | Andres Jimenez  |
| 10.000m Punten-/afvalkoers | Bart Swings    | Alex Cujavante | Daniel Niero    |
| 10.000m Afvalkoers         | Alex Cujavante | Bart Swings    | Daniel Niero    |
| 3000m Aflossing            | Colombia       | Frankrijk      | België          |

| Weg                 | Weg            | Weg                | Weg            |
| Afstand             | Goud ·         | Zilver ·           | Brons ·        |
| ------------------- | -------------- | ------------------ | -------------- |
| 100m Sprint         | Daniel Greig   | Jorge Martinez     | Simon Albrecht |
| 1 ronde Sprint      | Edwin Estrada  | Gwendal Le Pivert  | Pedro Causil   |
| 10.000m Puntenkoers | Chen Yan-cheng | Timothy Loubineaud | Bart Swings    |
| 15.000m Afvalkoers  | Bart Swings    | Oscar Felipe Cobo  | Nolan Beddiaf  |
|                     |                |                    |                |
| 42.195m Marathon    | Nolan Beddiaf  | Bart Swings        | Felix Rijhnen  |

### Vrouwen
| Piste                      | Piste               | Piste                  | Piste           |
| Afstand                    | Goud ·              | Zilver ·               | Brons ·         |
| -------------------------- | ------------------- | ---------------------- | --------------- |
| 200m Sprint                | Geiny Pajaro        | Andrea Canon           | Dalia Soberanis |
| 500m Sprint                | Kerstinck Sarmiento | Mathilde Pedronno      | Peng Yue-chi    |
| 1000m Sprint               | Mareike Thum        | Luz Garcon             | Liu Liu-hsuan   |
| 10.000m Punten-/afvalkoers | Johana Viveros      | Francesca Lollobrigida | Liu Liu-hsuan   |
| 10.000m Afvalkoers         | Luz Garcon          | Yang Ho-chen           | Mareike Thum    |
| 3000m Aflossing            | Colombia            | Zuid-Korea             | Frankrijk       |

| Weg                 | Weg                    | Weg                 | Weg          |
| Afstand             | Goud ·                 | Zilver ·            | Brons ·      |
| ------------------- | ---------------------- | ------------------- | ------------ |
| 100m Sprint         | Geiny Pajaro           | Chen Ying-chu       | Andrea Canon |
| 1 ronde Sprint      | Andrea Canon           | Kerstinck Sarmiento | Sandrine Tas |
| 10.000m Puntenkoers | Johana Viveros         | Laura Gomez         | Yu Ga-ram    |
| 15.000m Afvalkoers  | Francesca Lollobrigida | Johana Viveros      | Yang Ho-chen |
|                     |                        |                     |              |
| 42.195m Marathon    | Francesca Lollobrigida | Johana Viveros      | Sabine Berg  |

### Medaillespiegel
Dit is de medaillespiegel van de wedstrijden van het hoofdtoernooi (senioren).
| Plaats | Land           | Goud | Zilver | Brons | Totaal |
| 1      | Colombia       | 13   | 9      | 3     | 25     |
| 2      | België         | 3    | 2      | 3     | 8      |
| 3      | Italië         | 2    | 2      | 2     | 6      |
| 4      | Frankrijk      | 1    | 4      | 2     | 7      |
| 5      | Chinees Taipei | 1    | 2      | 4     | 7      |
| 6      | Duitsland      | 1    | 1      | 4     | 6      |
| 7      | Australië      | 1    | 0      | 0     | 1      |
| 8      | Mexico         | 0    | 1      | 1     | 2      |
| 8      | Zuid-Korea     | 0    | 1      | 1     | 2      |
| 10     | Chili          | 0    | 0      | 1     | 1      |
| 10     | Guatemala      | 0    | 0      | 1     | 1      |
| Totaal | Totaal         | 20   | 20     | 20    | 60     |

Officieuze wereldkampioenschappen

Monza 1937 ·
Ferrara 1938 ·
Monfalcone 1948 ·
Ferrara 1949 ·
Monfalcone 1951 ·
Lido di Venezia 1953 ·
Bari 1954 ·
Palermo 1957 ·
Finale Ligure 1958 ·
Wetteren 1960 ·
Gujan-Mestras 1961 ·
Nantes 1963 ·
Madrid 1964 ·
Syracuse 1965
Officiële wereldkampioenschappen (afwisselend piste en weg)

Mar del Plata 1966 ·
Barcelona 1967 ·
Montecchio 1968 ·
Mar del Plata 1969 ·
Sesto San Giovanni 1973 ·
Mar del Plata 1975 ·
Mar del Plata 1978 ·
Finale Emilia 1979 ·
Masterton 1980 ·
Oostende 1981 ·
Finale Emilia 1982 ·
Mar del Plata 1983 ·
Bogotá 1984 ·
Colorado Springs 1985 ·
Adelaide 1986 ·
Grenoble 1987 ·
Cassano d'Adda 1988 ·
Hastings 1989 ·
Bello 1990 ·
Oostende 1991 ·
Rome 1992 ·
Colorado Springs 1993
Piste en weg gecombineerd (huidige vorm)

Gujan-Mestras 1994 ·
Perth 1995 ·
Venetië 1996 ·
Mar del Plata 1997 ·
Pamplona 1998 ·
Santiago 1999 ·
Barrancabermeja 2000 ·
Valence d'Agen 2001 ·
Oostende 2002 ·
Barquisimeto 2003 ·
Abruzzo 2004 ·
Suzhou 2005 ·
Anyang 2006 ·
Cali 2007 ·
Gijón 2008 ·
Haining 2009 ·
Guarne 2010 ·
Yeosu 2011 ·
Ascoli Piceno/San Benedetto del Tronto 2012 ·
Oostende 2013 ·
Rosario 2014 ·
Kaohsiung 2015 ·
Nanjing 2016 ·
Nanjing 2017 ·
Heerde/Arnhem 2018 ·
Barcelona 2019 ·
Ibagué 2021 ·
Buenos Aires 2022 ·
Montecchio Maggiore/Vicenza 2023 ·
Pescara 2024